# Merops orientalis
Il gruccione verde (Merops orientalis Latham, 1801 è un uccello coraciiforme, appartenente alla famiglia Meropidae, diffuso in Asia e Africa.

## Distribuzione e habitat
È presente nell'Africa subsahariana, nella fascia compresa tra il Senegal e la Valle del Nilo, nella penisola araba meridionale, nel subcontinente indiano e in Indocina.

## Tassonomia
Sono riconosciute le seguenti sottospecie:
- M. o. viridissimus Swainson, 1837 - dal Senegal all'Etiopia settentrionale e centrale
- M. o. cleopatra Nicoll, 1910 - dalla valle del Nilo (Egitto) al Sudan settentrionale
- M. o. cyanophrys (Cabanis & Heine, 1860) - Israele meridionale, penisola araba occidentale e meridionale
- M. o. muscatensis Sharpe, 1886 - penisola araba centrale e orientale
- M. o. beludschicus Neumann, 1910 - dall'Iraq meridionale all'India nord-occidentale
- M. o. orientalis Latham, 1801 - dall'India occidentale al Bangladesh
- M. o. ceylonicus Whistler, 1944 - Sri Lanka
- M. o. ferrugeiceps Anderson, 1879 - dall'India nord-orientale alla Cina centro-meridionale e all'Indocina

## Galleria d'immagini

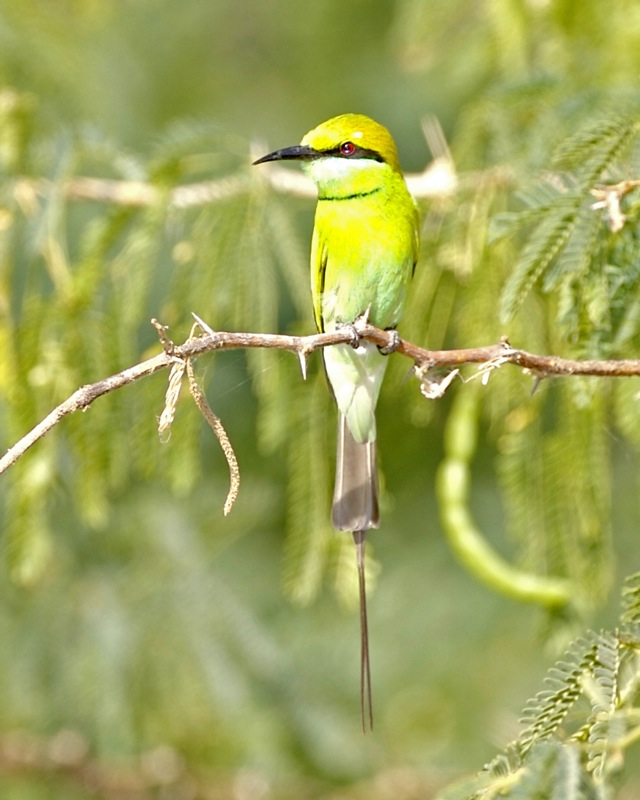
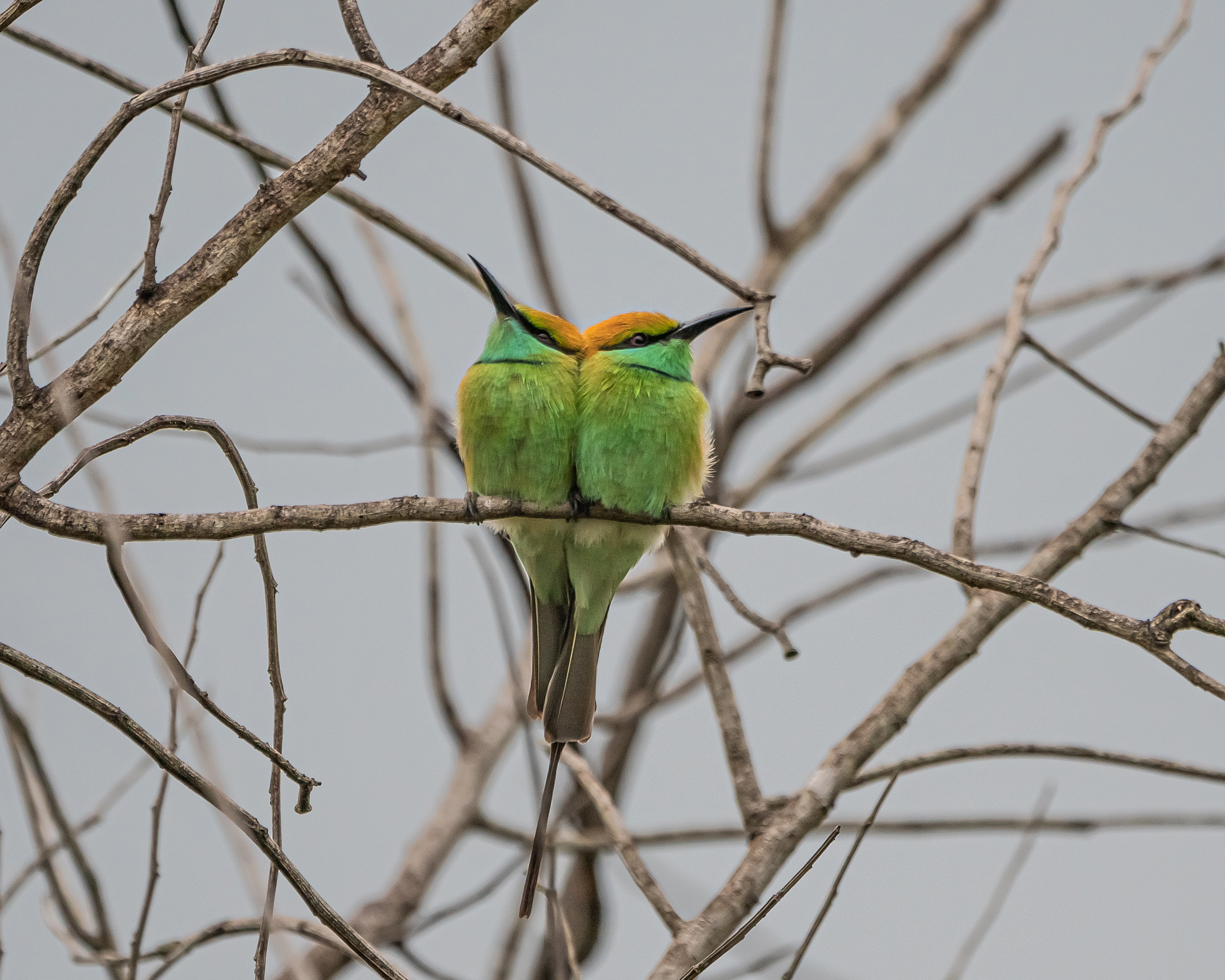
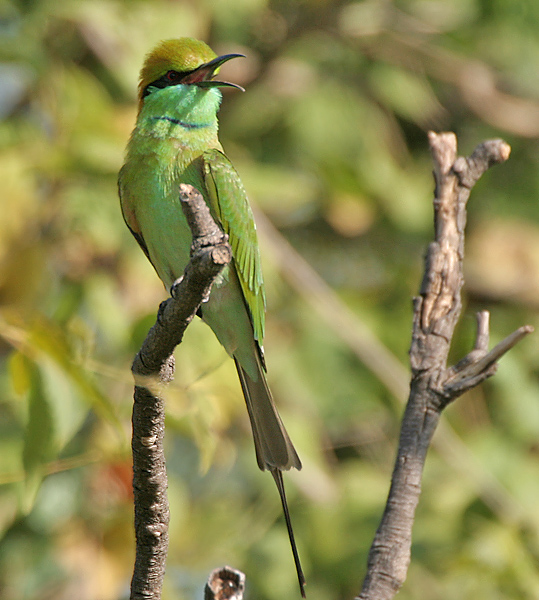
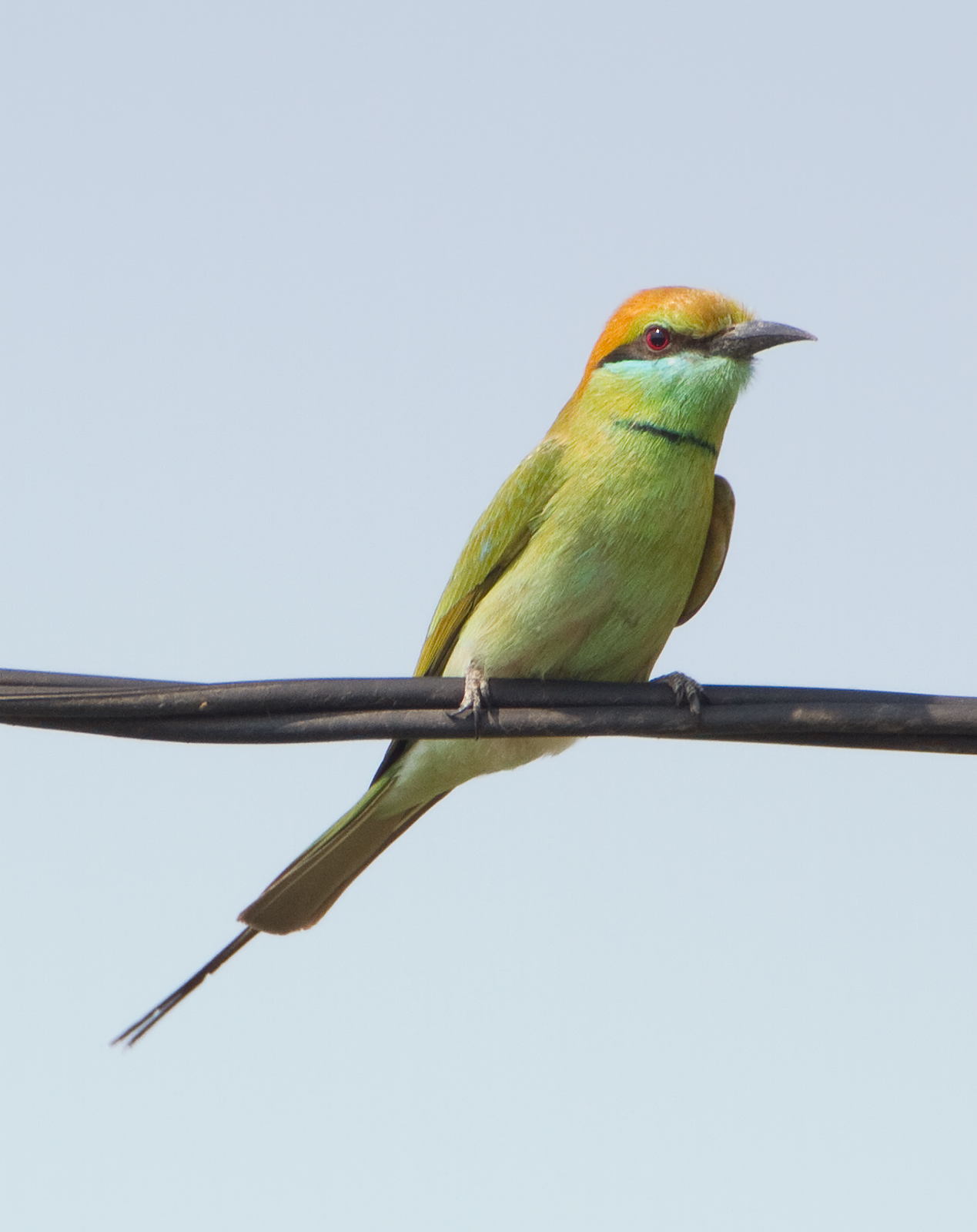